# 189.
◄ | 1. stoljeće | 2. stoljeće | 3. stoljeće | ►
◄ | 150-ih | 160-ih | 170-ih | 180-ih | 190-ih | 200-ih | 210-ih | ►
◄◄ | ◄ | 186. | 187. | 188. | 189. | 190. | 191. | 192. | ► | ►►
Astronomija • Književnost • Kršćanstvo

## Smrti
- papa Eleuterije

## Vanjske poveznice
|  | Zajednički poslužitelj ima još gradiva o temi 189. |